# Stade LFF
Pour les articles homonymes, voir LFF.
Le Stade LFF (lituanien : LFF stadionas), anciennement appelé Stade Vėtra, est un stade de football situé à Vilnius, en Lituanie.
Le stade est utilisé par l'équipe nationale depuis 2012 et abrite également le VMFD Žalgiris Vilnius.
La capacité actuelle du stade s'élève à un peu plus de 5 000 places.

## Histoire
Le stade s'appelait à l'origine Lokomotyvas sous l'ère soviétique du fait de sa proximité avec la gare de Vilnius. Il est également situé à proximité de la vieille ville de Vilnius, à 400 mètres de la porte de l'Aurore (lituanien : Aušros vartai).
Il devient en 2004 le premier stade de football privé en Lituanie à être reconstruit après l'ère soviétique. Il est alors renommé Stade Vètra et abrite le FK Vėtra. Il accueille ses premiers matchs internationaux en 2005.
À la suite de la faillite du FK Vėtra en 2010, le stade est repris par la fédération de Lituanie de football et renommé Stade LFF. Le stade a ensuite subi de nombreuses améliorations entre 2011 et 2012 afin de se conformer au statut de stade UEFA de catégorie 3 lui permettant d'accueillir l'équipe de Lituanie de football. À la suite de cette rénovation, le stade abrite à présent le nouveau siège de la fédération lituanienne de football, tandis que le gazon a été remplacé par une pelouse artificielle.